# George Fitzhugh

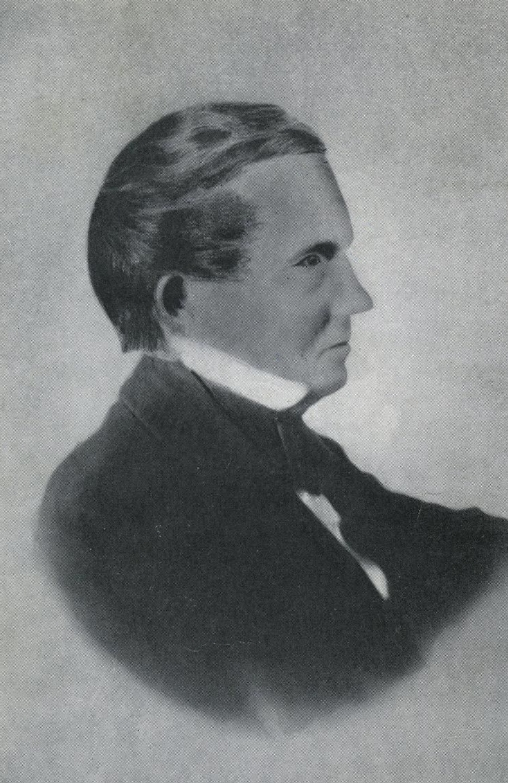
George Fitzhugh

George Fitzhugh (* 4. November 1806 Prince William County (Virginia); † 30. Juli 1881 in Huntsville (Texas)) war ein US-amerikanischer Anwalt und Befürworter der Sklaverei in den Südstaaten.

## Leben
Mit sechs Jahren zog Fitzhugh mit seiner Familie nach Alexandria in Virginia und war ein Vielleser, wobei er auf die historischen Schriften von Thomas Carlyle stieß. 1829 heiratete er Mary Brockenbrough und zog nach Port Royal, Virginia, wo er eine kleine Plantage betrieb und als Anwalt arbeitete. 1857 arbeitete Fitzhugh als Justizangestellter in Washington, D.C. unter dem Attorney General Jeremiah Sullivan Black. Dann zog er nach Richmond (Virginia), 1862 begann er für das Schatzamt der Konföderation zu arbeiten. Nach dem Sezessionskrieg war er kurze Zeit tätig für das Freedmen’s Bureau, ging nach dem Tod seiner Frau 1877 nach Frankfort (Kentucky), später zog er zu seiner Tochter nach Huntsville.
Im Werk Sociology for the South behauptete er das völlige Scheitern der liberalen Gesellschaft und forderte die Versklavung aller Schwarzen, aber auch der Arbeiter aller Rassen. Er begründete dies historisch mit der Größe der Griechen und Römer, die Sklaven hielten, und mit der Unfähigkeit, sich selbst zu steuern, ähnlich Frauen und Kindern. In Cannibals All!, or, Slaves Without Masters vertiefte er das mit einer Kritik an den menschlichen Beziehungen im Kapitalismus zwischen Unternehmern und ausgebeuteten Arbeitern. Er verwies auf das französische Proletariat im Land der Revolution und die irischen Bauern unter britischer Herrschaft als Gruppen, die im Kapitalismus verelendet seien. Einen zukünftigen Sozialismus, den er als Schreckensbild annahm, nannte er nur eine neue Form der Sklaverei. So sei die feudalistische Sklaverei das bessere System, wie es in den Südstaaten praktiziert werde. Die häufig vorkommende sexuelle Ausbeutung sah er nicht als unmoralisch an, sondern als Erziehung der Unwissenden durch die Aufgeklärteren.
‘It is the duty of society to protect the weak;’ but protection cannot be efficient without the power of control; therefore, ‘It is the duty of society to enslave the weak.’
(‚Es ist die Pflicht der Gesellschaft die Schwachen zu beschützen‘; aber Schutz kann nicht effizient sein ohne die Macht der Kontrolle; daher ‚ist es die Pflicht der Gesellschaft, die Schwachen zu versklaven‘.)
Abraham Lincoln sah sich angeblich am meisten durch Fitzhugh provoziert, endlich die Sklaverei abzuschaffen.

## Schriften
- Sociology for the South, or, the Failure of Free Society (1845), ND 2015, ISBN  9781341811005.
- Cannibals All!, or, Slaves Without Masters (1857), ND 1966, ISBN 9780674094512.[4]

## Einzelbelege
1. ↑  Summary of Cannibals All! or, Slaves Without Masters. Abgerufen am 1. Dezember 2022.
2. ↑  George Fitzhugh: Cannibals All!, or Slaves Without Masters. 1957, S. 278, abgerufen am 2. Dezember 2022 (englisch).
3. ↑  Michael Philipps (2007). George Fitzhugh (1806-1881) In: Junius P. Rodriguez (Hg.), Slavery in the United States: A Social, Political, and Historical Encyclopedia, Vol. I, S. 285
4. ↑  The Project Gutenberg eBook of Cannibals All!, by George Fitzhugh. Abgerufen am 1. Dezember 2022.

| Personendaten    | Personendaten                                          |
| ---------------- | ------------------------------------------------------ |
| NAME             | Fitzhugh, George                                       |
| KURZBESCHREIBUNG | US-amerikanischer Jurist und Befürworter der Sklaverei |
| GEBURTSDATUM     | 4. November 1806                                       |
| GEBURTSORT       | Prince William County                                  |
| STERBEDATUM      | 30. Juli 1881                                          |
| STERBEORT        | Huntsville (Texas)                                     |